# تراوحات بدائية
التراوحات البدائية أو التقلبات البدائية (بالإنجليزية: Primordial fluctuations)، هي تغيرات في الكثافة في بدايات الكون والتي تعتبر بذور كل بنية في الكون. حاليًا، التفسير الأكثر قبولًا على نطاق واسع لأصلها هو في سياق التضخم الكوني. وفقًا للنموذج التضخمي، تسبب النمو الأسي لعامل المقياس أثناء التضخم في تمدد التقلبات الكمية في مجال التضخم إلى المقاييس العيانية، وعند ترك الأفق، إلى «التجميد». في المراحل اللاحقة من هيمنة الإشعاع والمادة، عادت هذه التقلبات إلى الأفق، وبالتالي حددت الشروط الأولية لتشكيل البنية.
يمكن الاستدلال على الخصائص الإحصائية للتقلبات البدائية من ملاحظات التباين في الخلفية الكونية الميكروية ومن قياسات توزيع المادة، على سبيل المثال، مسوح الانزياح الأحمر للمجرة. نظرًا لأنه يُعتقد أن التقلبات تنشأ من التضخم، يمكن لمثل هذه القياسات أيضًا وضع قيود على المعلمات داخل النظرية التضخمية.

## التكوين
يتم قياس التقلبات البدائية عادةً بواسطة طيف القدرة الذي يعطي قوة التغيرات كدالة للمقياس المكاني. ضمن هذه الشكلية، عادة ما يأخذ المرء في الاعتبار كثافة الطاقة الكسرية للتقلبات، التي يتم تقديمها من خلال:
{\displaystyle \delta ({\vec {x}})\ {\stackrel {\mathrm {def} }{=}}\ {\frac {\rho ({\vec {x}})}{\bar {\rho }}}-1=\int {\text{d}}k\;\delta _{k}\,e^{i{\vec {k}}\cdot {\vec {x}}},}
أين {\displaystyle \rho } هي كثافة الطاقة، {\displaystyle {\bar {\rho }}} متوسطه و {\displaystyle k} ومتجه مموج موجه من التقلبات. طيف الطاقة {\displaystyle {\mathcal {P}}(k)} يمكن بعد ذلك تحديده من خلال متوسط مجموعة مكونات فورييه:
{\displaystyle \langle \delta _{k}\delta _{k'}\rangle ={\frac {2\pi ^{2}}{k^{3}}}\,\delta (k-k')\,{\mathcal {P}}(k).}
هناك كلا من التقلبات العددية والموترية.

### الأوضاع العددية
الأنماط العددية لها طيف القدرة
{\displaystyle {\mathcal {P}}_{\mathrm {s} }(k)=|\delta _{R}|^{2}.}
تتنبأ العديد من النماذج التضخمية بأن المكون القياسي للتقلبات يخضع لقانون القوة[لماذا؟] فيها
{\displaystyle {\mathcal {P}}_{\mathrm {s} }(k)\propto k^{n_{\mathrm {s} }-1}.}
للتقلبات العددية، {\displaystyle n_{\mathrm {s} }} يشار إليه باسم مؤشر الطيف العددي، مع {\displaystyle n_{\mathrm {s} }=1} المقابلة لتقلبات المقياس الثابتة. 
يصف الفهرس الطيفي القياسي كيف تختلف تقلبات الكثافة باختلاف المقياس. نظرًا لأن حجم هذه التقلبات يعتمد على حركة التضخم عندما تصبح هذه التقلبات الكمومية بحجم أفق فائق، فإن الإمكانات التضخمية المختلفة تتنبأ بمؤشرات طيفية مختلفة. تعتمد هذه على معلمات التدحرج البطيء، ولا سيما التدرج والانحناء في الإمكانات. في النماذج التي يكون فيها الانحناء كبيرًا وإيجابيًا {\displaystyle n_{s}>1} . من ناحية أخرى، تتنبأ نماذج مثل الجهود الأحادية بمؤشر طيفي أحمر {\displaystyle n_{s}<1} . يوفر بلانك قيمة {\displaystyle n_{s}} من 0.96.

### أوضاع الموتر
تنبأ العديد من النماذج التضخمية بوجود تقلبات موتر بدائية. كما هو الحال مع التقلبات العددية، من المتوقع أن تتبع تقلبات الموتر قانون القوة ويتم تحديد معلماتها بواسطة مؤشر الموتر (إصدار الموتر من الفهرس القياسي). يتم إعطاء نسبة الموتر إلى أطياف القدرة العددية بواسطة
{\displaystyle r={\frac {2|\delta _{h}|^{2}}{|\delta _{R}|^{2}}},}
حيث ينشأ 2 بسبب استقطابين لأنماط موتر. تعطي بيانات 2015 إشعاع الخلفية الكونية الميكروي (CMB) من القمر الصناعي بلانك قيدًا يكافىء{\displaystyle r<0.11} .

## تقلبات أديابتك / ايزوكرفتشر
التقلبات الأديباتية هي تغيرات في الكثافة في جميع أشكال المادة والطاقة والتي لها نفس الكسر على / تحت الكثافة في كثافة العدد. لذلك على سبيل المثال، فإن الكثافة الزائدة للفوتون الثابت لعامل اثنين في كثافة العدد تتوافق أيضًا مع كثافة إلكترون زائدة بمقدار اثنين. بالنسبة لتقلبات ايزوكرفتشر، لا تتوافق تغيرات كثافة الرقم لمكون واحد بالضرورة مع تغيرات كثافة الأرقام في المكونات الأخرى. بينما يُفترض عادةً أن التقلبات الأولية ثابتة ثابتة، يمكن اعتبار إمكانية تقلبات ايزوكرفتشر في ضوء البيانات الكونية الحالية. تفضل بيانات الخلفية الكونية الميكروية الحالية التقلبات الحافظة للحرارة وتقيد أنماط المادة المظلمة الباردة غير المترابطة لتكون صغيرة.

## روابط خارجية
- كروتي، باتريك، "حدود على اضطرابات ايزوكرفتشر من بيانات (CMB) و (LSS). خطابات المراجعة المادية. أرشيف خي:astro-ph/0306286.
- ليند، أندريه، «علم الكونيات الكمومية وبنية الكون التضخمي». الحديث المدعو. أرشيف خي:gr-qc/9508019.
- بيريس، هيرانيا، «ملاحظات مسبار ويلكينسون لتباين الميكروويف للسنة الأولى (WMAP): الآثار المترتبة على التضخم». مجلة الفيزياء الفلكية. أرشيف خي:astro-ph/0302225.
- تيجمارك، ماكس، "المعلمات الكونية من (SDSS) و (WMAP). المراجعة الفيزيائية D. أرشيف خي:astro-ph/0310723.